# Famille Mastalizi
 (août 2024).
La famille Mastalizi, ou Mastelizii, Mastelitij, est une famille patricienne de Venise, originaire de Reggio.

## Historique
Elle produit des tribuns antiques. La famille fait édifier l'Église des Vergini.
La famille n'st pas admise au Maggior Consiglio lors de sa fermeture en 1297, mais en 1310, elle est toutefois agréée à la noblesse pour son attitude durant la conjuration de Baiamont Tiepolo.
La famille s'éteint avec un Giacomo en 1324.

## Armes

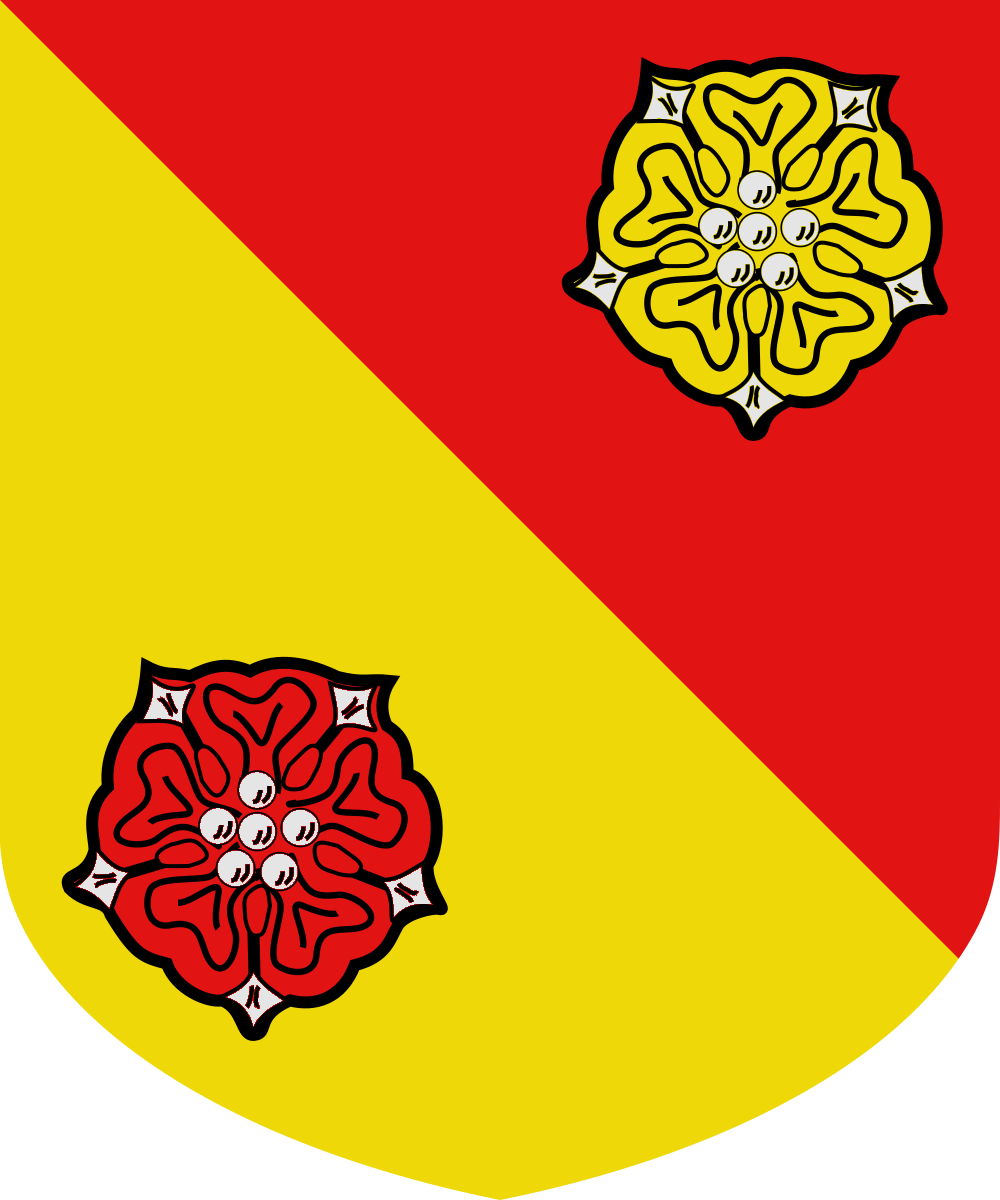
Armes des Mastellizi